# 拉维莱特
拉维莱特（法語：La Villette，法語發音：[la vilɛt] ⓘ）是法国原塞纳省的一个旧市镇，是今巴黎同名街区拉维莱特的前身。1859年，《巴黎边界扩大法令》颁布，拉维莱特与市镇贝尔维尔、格勒内勒和沃日拉尔整体并入巴黎，次年生效。

## 地理
拉维莱特（48°53'25"N, 2°22'49"E）位于今法国法蘭西島大區巴黎市第十九区，原属于塞纳省。
与拉维莱特接壤的市镇（或旧市镇、城区）包括：拉沙佩勒、欧贝维利耶、庞坦、勒普雷圣热尔韦、贝尔维尔、原巴黎第五区、巴黎。
拉维莱特的时区为UTC+01:00、UTC+02:00（夏令时）。

拉维莱特在原塞纳省的位置

## 人口
拉维莱特于1856年时的人口数量为30287人。